# Яратово
Яра́тово (рос. Яратово, башк. Ярат) — село у складі Баймацького району Башкортостану, Росія. Адміністративний центр Яратовської сільської ради.
Населення — 516 осіб (2010; 599 в 2002).
Національний склад:
- башкири — 99%